# اميدو ساليفو
اميدو ساليفو (بالإنجليزية: Amidu Salifu)‏ (20 سبتمبر 1992 بأكرا في غانا - ) هو لاعب كرة قدم غاني في مركز الوسط. شارك مع منتخب غانا تحت 20 سنة لكرة القدم. أما مع النوادي، فقد لعب مع فيورنتينا ونادي بريشيا ونادي بيروجيا ونادي فيتشينزا ونادي كاتانيا ونادي مودينا.

## وصلات خارجية
- اميدو ساليفو على موقع قاعدة بيانات كرة القدم.إي يو (الإنجليزية)
- اميدو ساليفو على موقع Soccerway.com (الإنجليزية)
- اميدو ساليفو على موقع عالم كرة القدم.نت (الإنجليزية)
- اميدو ساليفو على موقع AS.com (الإسبانية)